# Episodi de Il prescelto (prima stagione)
La prima stagione della serie televisiva Il Prescelto, composta da 6 episodi, è stata interamente pubblicata a livello internazionale su Netflix il 28 giugno 2019.
| nº | Titolo originale      | Titolo italiano          | Pubblicazione Brasile | Pubblicazione Italia |
| -- | --------------------- | ------------------------ | --------------------- | -------------------- |
| 1  | Missionários da Morte | I missionari della morte | 28 giugno 2019        | 28 giugno 2019       |
| 2  | Ciência da Fé         | La scienza della fede    | 28 giugno 2019        | 28 giugno 2019       |
| 3  | A Relíquia            | La reliquia              | 28 giugno 2019        | 28 giugno 2019       |
| 4  | Ame teus Inimigos     | Ama i tuoi nemici        | 28 giugno 2019        | 28 giugno 2019       |
| 5  | Refúgio Sagrado       | Rifugio sacro            | 28 giugno 2019        | 28 giugno 2019       |
| 6  | Dom da Morte          | Il dono della morte      | 28 giugno 2019        | 28 giugno 2019       |